# U-53号潜艇 (1916年)
陛下之53号潜艇是德意志帝国海军建造的一艘潜艇或称U艇。它由基尔的日耳曼尼亚船厂承建，于1916年2月1日下水，至同年4月22日交付使用。U-53号是在第一次世界大战期间服役的329艘德国潜艇之一，曾参加过大西洋潜艇战，并成为第一艘在美国东海岸发动破交战的德国U艇。在其十三次巡逻中，共击沉87艘协约国或中立国商船，容积总吨达224314吨。战后，U-53号于1918年12月1日被引渡至英国正式投降，并于1922年在斯旺西拆解报废。

## 设计
作为战时动员型潜艇的组成部分，U-51至U-56号批次的技术参数与早前但泽帝国船厂生产的U-43至U-50号大致相同，但在推进力和航速上有所提高。U-53号的全长为65.2米；舷宽6.44米，当中的耐压壳体宽为4.05米；有3.64米的吃水深度。艇只的水上排水量为715吨，水下为902吨。
艇只搭载有可在水上使用的两台猛狮六缸四冲程柴油发动机，总功率为2,400匹公制馬力（1,765千瓦特）；以及可在水下使用的西门子-舒克特双电动发电机，总功率为1,200匹公制馬力（883千瓦特）。这些发动机用以驱动双轴、每根轴各一个的直径1.6米长螺旋桨，从而使艇只在水上的最高速度达17.1節（31.7每小時），在水下的最高航速为每小时9.1節（16.9每小時）。U-53号可以8節（15每小時）的速度在水上巡航9,400海里（17,400），或以5節（9.3每小時）的速度在水下巡航55海里（102）。它的潜航深度为50米。
U-53号装备了四具直径为500毫米的鱼雷发射管，其中艏、艉各两具，并可携带合共7枚G6型鱼雷。辅助武器为两门88毫米30倍径速射炮。其标准船员编制为4名军官和32名水兵。

## 历史

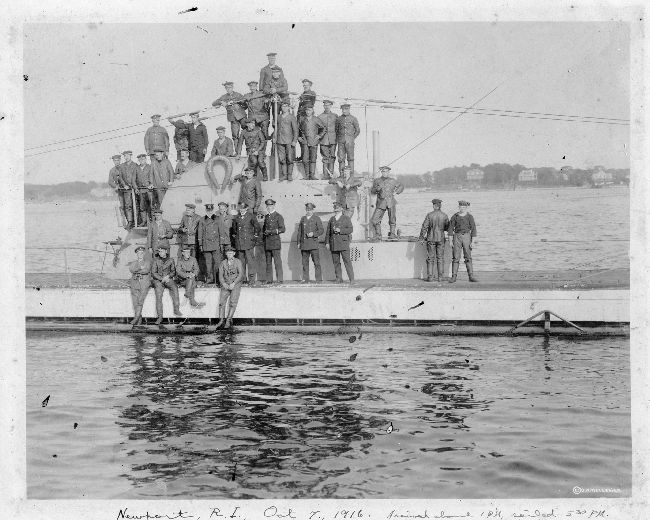
1916年7月的U-53号船员合影

U-53号是由德意志帝国海军于1914年8月23日向基尔的日耳曼尼亚船厂订购。它自1915年3月17日开始铺设龙骨，1916年2月1日下水，至同年4月22日在王牌艇长、海军上尉汉斯·罗泽的指挥下正式正式入役，并被编第二潜艇区舰队。在他之后，海军上尉奥托·冯·施拉德于1918年8月18日成为该艇的第二任暨末任艇长，直至战争结束。

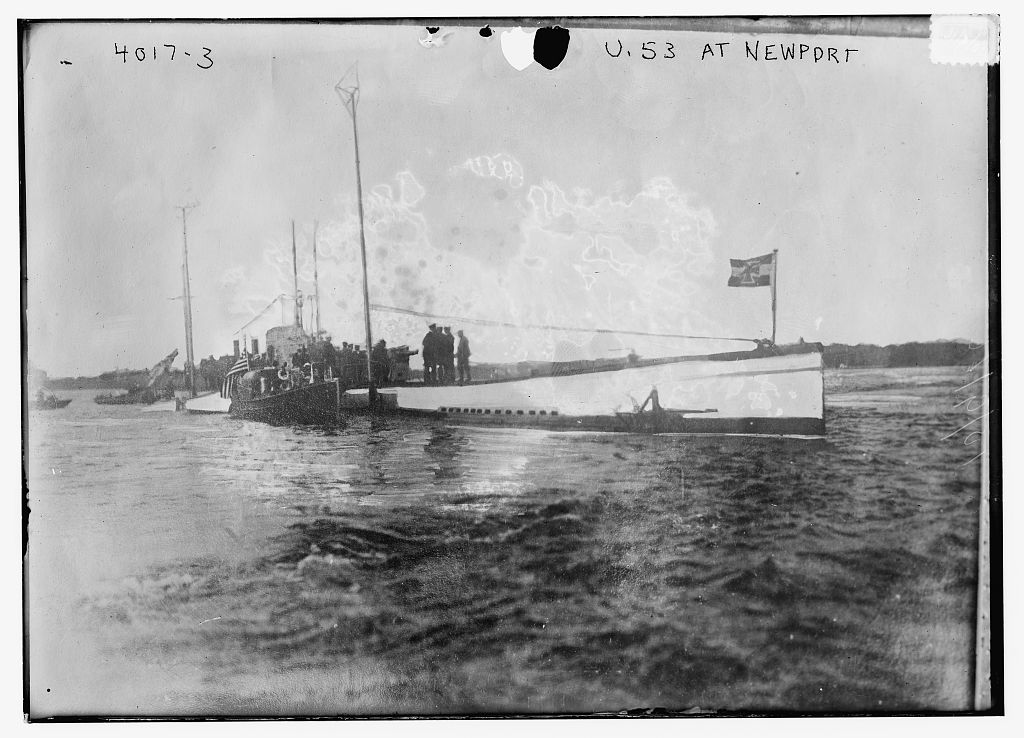
U-53号在罗得岛的新港

服役期间，U-53号在北大西洋共完成十三次巡逻，其中包括一次越洋航行。期间曾击沉雅各布·琼斯号驱逐舰和容积总吨达224314吨的87艘协约国或中立国商船，是第一次世界大战中击沉舰船总吨位第五高的德国U艇。1916年9月至10月，U-53号成为第一艘横渡大西洋的军用潜艇。此行旨在确保德国商用潜艇不来梅号的航行安全，使其免受任何英国军舰的伏击，并展示德国U艇武器的战斗力。为此，日耳曼尼亚船厂已预先将U-53号的部分潜水舱改造为足够往返的燃料舱。然而在1916年9月28日，艇长罗泽从广播中听到了不来梅号被击沉的消息，但他仍决定继续前往美国，并于10月7日上午抵达罗得岛的新港。在当地，罗泽登上伯明翰号轻巡洋舰礼节性地拜访了美国海军第二区司令艾伯特·格利夫斯少将和奥斯汀·奈特少将，并得到两位将军礼节性的回访。其中格利夫斯少将更是带同妻女一同前来参观U-53号。当时仍然保持中立的美国政府花了大约两个小时来决定如何处理这次意外访问。当港务长开始讨论检疫规定时，罗泽回到海上，以避免受到拘留。
翌日清晨，U-53号在美国领海之外、即距离楠塔基特灯船约2英里（3.2）处发动破交战。05:30分，美国客轮堪萨斯人号（Kansan）在船艏对面被一声枪响拦住，随后在对其文件的检查中没有发现任何违禁品后获放行。06:00，一艘大型客轮得到许可通过，因为罗泽觉得无法保障大量乘客的安全。4321总吨的英国轮船斯特拉思迪恩号（Strathdene）于06:53遭拦截，在船员弃船后于07:43被U-53号发射鱼雷击沉。08:03，满载4224吨柴油前往伦敦的挪威轮船克里斯蒂安·克努森号（Christian Knutsen）也遭拦截，并在船员弃船后于09:53被鱼雷击沉。3847总吨的英国轮船西点号（West Point）则于11:30时被截停，然后在船员弃船后被装药炸沉。
作为对楠塔基特灯船袭击报告的回应，17艘美国驱逐舰从新港被派去搜寻幸存者。驱逐舰群于17:00左右到达，当时U-53号正在截停满载违禁品驶往英国的荷兰货船布洛默斯戴克号（Blommersdyk）。3449总吨的英国客轮斯特凡诺号也被拦下，其船员和乘客由集结的美国驱逐舰带走。罗泽用其最后的鱼雷分别于19:50和22:30击沉了这两艘船。随后，U-53号利用墨西哥湾流返航，并成功避开了三艘从加拿大派来拦截它的英国驱逐舰。
在U-53号访问美国港口，以及随后拦截7艘、击沉5艘商船的破交战发生后，各协约国都对此发出谴责。虽然所有袭击都是按照国际捕获法庭的法律进行的，而且没有人在袭击事件中丧生，但德国U艇的活动范围之大，足以令英国和美国都感到恐惧——因为这些袭击竟发生在离美国海岸如此近的地方。更令英国人倍觉愤怒的是，大多数袭击都发生在潜艇被美国驱逐舰包围之后。在爱德华·格雷爵士发表了一场安抚人心的演讲后，这些抱怨才得以平息；他指出，美国舰只没有干涉这些袭击的法律权利，并已尽其所能营救弃船的船员。德国媒体则渲染此次越洋航行是德国海军影响力的一次伟大展示，罗泽上尉的行动受到了赞扬。
1917年2月3日，U-53号在主教岩以南约20海里（37）处击沉了美国客轮豪萨托尼号。虽然事件中没有人员伤亡，但导致了德美关系恶化。美国对德宣战后，U-53号又于同年12月6日在主教岩西南击沉了美国驱逐舰雅各布·琼斯号，共造成对方64名官兵阵亡。这是美国海军在一战中首艘战损的驱逐舰。
1917年夏天，德国海军艺术家克劳斯·贝尔根跟随U-53号在大西洋上巡逻，创作了一系列著名的画作。同年8月16日，该艇在伊尼什特拉哈尔岛附近以鱼雷击沉了1903年建造的雅典娜号客轮，这是唐纳森航运（Donaldson Line）第一艘以此命名的船舶。无独有偶，二十多年后的1939年，另一艘新的雅典娜号也在同一海域被纳粹潜艇U-30号击沉。
1918年，奥托·冯·施拉德上尉接替罗泽出任U-53号艇长。此后，该艇主要在英吉利海峡活动，攻击协约国和中立国船只。在11月11日停战之前，施拉德率领U-53号再击沉了1782总吨的10艘商船。战后，根据对德停战协议的要求，U-53号于1918年12月1日移交英国，并在哈维奇正式向协约国投降。1919年3月3日，英国海军部以2400英镑的价格将其售予乔治·科恩（不含发动机），并最终在斯旺西拆解报废。

## 袭击历史摘要

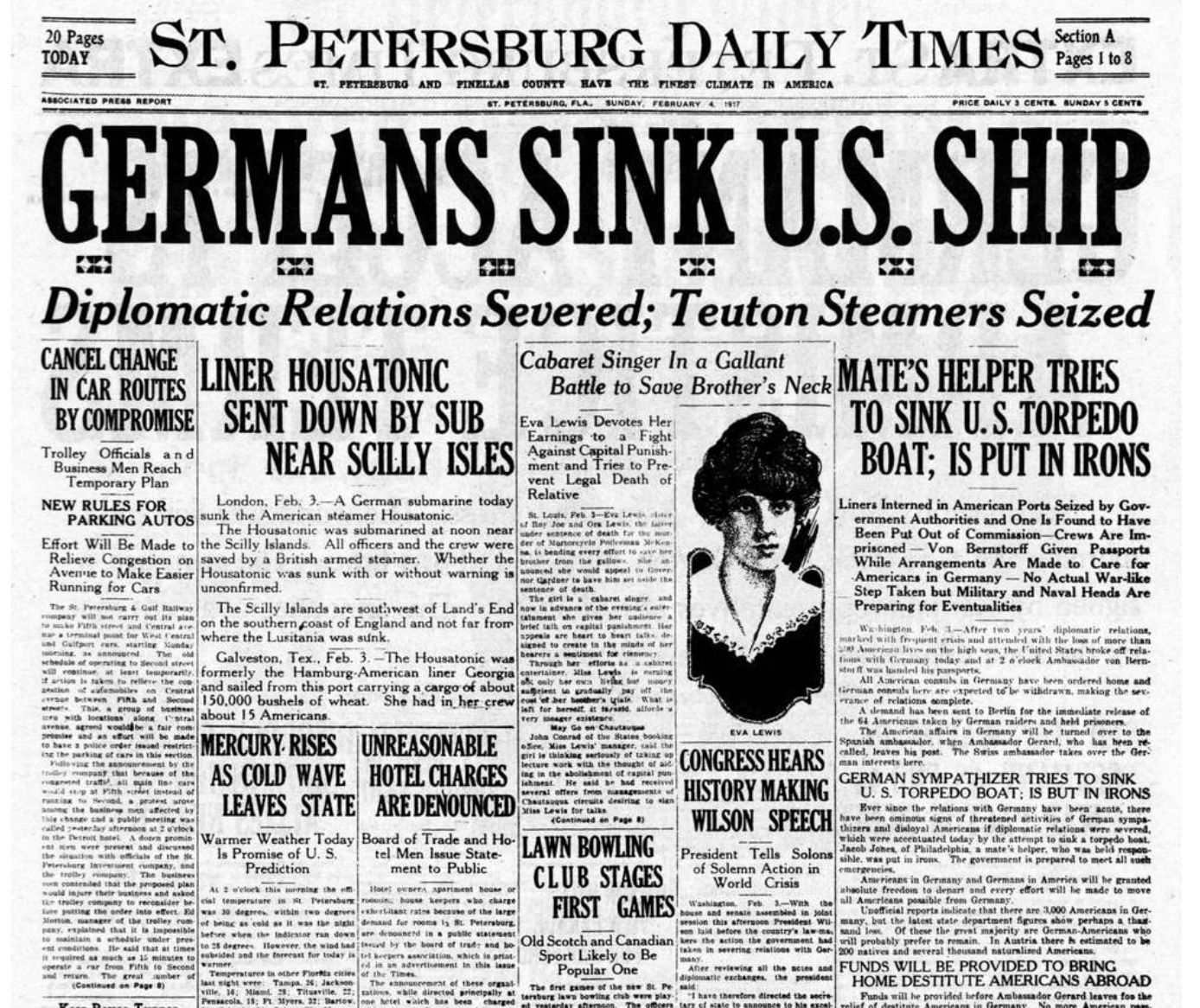
刊登皮克胡本号客轮被击沉的报章头条

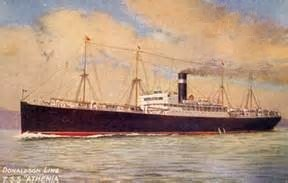
遭U-53号击沉的雅典娜号客轮 (1903年)

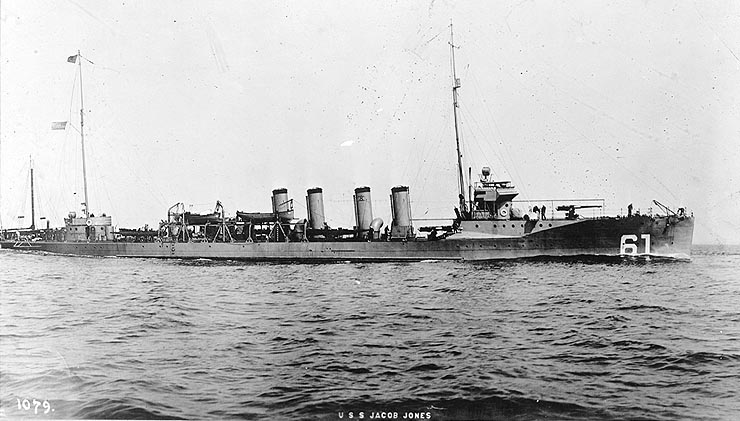
U-53号击沉的雅各布·琼斯号是美国海军在一战中的首次战损

| 日期           | 船名                  | 船籍     | 吨位  | 结局 |
| -------------- | --------------------- | -------- | ----- | ---- |
| 1916年7月11日  | 卡吕普索号            | 英国     | 2876  | 击沉 |
| 1916年10月8日  | 布洛默斯戴克号        | 荷蘭     | 4850  | 击沉 |
| 1916年10月8日  | 克里斯蒂安·克努森号   | 挪威     | 4224  | 击沉 |
| 1916年10月8日  | 斯特凡诺号            | 英国     | 3449  | 击沉 |
| 1916年10月8日  | 斯特拉思迪恩号        | 英国     | 4321  | 击沉 |
| 1916年10月8日  | 西点号                | 英国     | 3847  | 击沉 |
| 1917年1月22日  | 安娜号                | 法國     | 154   | 击沉 |
| 1917年1月22日  | 泽塔号                | 荷蘭     | 3053  | 击沉 |
| 1917年1月28日  | 努埃瓦·蒙塔纳号       | 西班牙   | 2039  | 击沉 |
| 1917年1月29日  | 阿尔戈塔号            | 西班牙   | 2117  | 击沉 |
| 1917年1月31日  | 海克拉号              | 挪威     | 524   | 击沉 |
| 1917年2月2日   | 奥丁号                | 挪威     | 1045  | 击沉 |
| 1917年2月3日   | 豪萨托尼号            | 美国     | 3143  | 击沉 |
| 1917年2月4日   | 艾梅·玛丽亚           | 法國     | 327   | 击沉 |
| 1917年2月4日   | 邦普提斯号            | 俄罗斯   | 259   | 击沉 |
| 1917年2月5日   | 布拉瓦拉号            | 瑞典     | 1519  | 击沉 |
| 1917年2月9日   | 玛丽安号              | 荷蘭     | 71    | 击沉 |
| 1917年3月2日   | 瞪羚号                | 英国     | 119   | 击沉 |
| 1917年3月2日   | 乌托邦号              | 英国     | 184   | 击沉 |
| 1917年3月3日   | 塞奥佐罗斯·潘加洛斯号 | 希腊     | 2838  | 击沉 |
| 1917年3月5日   | 费德里科·孔法洛涅里号 | 意大利   | 4434  | 击沉 |
| 1917年3月9日   | 卡武尔号              | 意大利   | 1929  | 击沉 |
| 1917年3月9日   | 拉尔斯·福斯特内斯号   | 挪威     | 2118  | 击沉 |
| 1917年3月10日  | 圣费奥多尔号          | 俄罗斯   | 126   | 击伤 |
| 1917年3月11日  | 福利亚号              | 英国     | 6705  | 击沉 |
| 1917年3月11日  | 恩典号                | 西班牙   | 3129  | 击沉 |
| 1917年3月12日  | 埃诺号                | 比利时   | 4113  | 击沉 |
| 1917年3月14日  | 真雕号                | 挪威     | 1092  | 击沉 |
| 1917年4月18日  | 斯卡尔帕号            | 英国     | 1010  | 击沉 |
| 1917年4月18日  | 雕刻家号              | 英国     | 3846  | 击沉 |
| 1917年4月19日  | 光阴号                | 英国     | 2981  | 击沉 |
| 1917年4月21日  | 庞蒂亚克号            | 英国     | 1698  | 击沉 |
| 1917年4月22日  | 尼帕瓦号              | 加拿大   | 1799  | 击沉 |
| 1917年4月23日  | 七塔堡垒号            | 英国     | 4307  | 击沉 |
| 1917年4月24日  | 安格尔西号            | 英国     | 4534  | 击沉 |
| 1917年4月24日  | 费恩德恩号            | 英国     | 3770  | 击沉 |
| 1917年4月25日  | 伊丽莎白号            | 丹麦     | 217   | 击伤 |
| 1917年4月25日  | 劳拉号                | 英国     | 335   | 击沉 |
| 1917年4月26日  | 海克拉号              | 丹麦     | 169   | 击沉 |
| 1917年6月27日  | 乌托尼亚号            | 英国     | 10402 | 击沉 |
| 1917年7月8日   | 阿斯海姆号            | 挪威     | 2147  | 击沉 |
| 1917年7月8日   | 大西洋号              | 丹麦     | 1087  | 击沉 |
| 1917年7月10日  | 塞德里克号            | 英国     | 197   | 击沉 |
| 1917年7月10日  | 梅布尔号              | 英国     | 205   | 击沉 |
| 1917年7月10日  | 太平洋号              | 英国     | 235   | 击沉 |
| 1917年7月10日  | 橄榄石号              | 英国     | 214   | 击沉 |
| 1917年7月10日  | 比勒陀利亚号          | 英国     | 283   | 击沉 |
| 1917年7月10日  | 浪漫号                | 英国     | 197   | 击沉 |
| 1917年7月10日  | 海王号                | 英国     | 185   | 击沉 |
| 1917年7月10日  | 斯多葛号              | 英国     | 200   | 击沉 |
| 1917年8月16日  | 雅典娜号              | 英国     | 8668  | 击沉 |
| 1917年8月21日  | 德文郡人号            | 英国     | 10435 | 击沉 |
| 1917年8月21日  | 罗斯康芒号            | 英国     | 8238  | 击沉 |
| 1917年8月22日  | 威尔第号              | 英国     | 7120  | 击沉 |
| 1917年8月23日  | 博尼费斯号            | 英国     | 3799  | 击沉 |
| 1917年8月26日  | 杜兰戈号              | 英国     | 3008  | 击沉 |
| 1917年8月26日  | 肯莫尔号              | 英国     | 3919  | 击沉 |
| 1917年10月10日 | 波士顿人号            | 英国     | 5736  | 击沉 |
| 1917年10月10日 | 高里号                | 英国     | 1031  | 击沉 |
| 1917年10月11日 | 路易斯·卢肯巴克号     | 美国     | 3906  | 击沉 |
| 1917年10月15日 | 圣纳扎廖号            | 英国     | 10064 | 击伤 |
| 1917年10月17日 | 满洲号                | 英国     | 2997  | 击沉 |
| 1917年10月17日 | 柏文娜号              | 英国     | 4750  | 击沉 |
| 1917年10月19日 | 帕克哈芬号            | 荷蘭     | 2635  | 击沉 |
| 1917年11月20日 | 天权号                | 荷蘭     | 2695  | 击沉 |
| 1917年11月20日 | 尼德兰号              | 荷蘭     | 1832  | 击沉 |
| 1917年11月23日 | 西境号                | 英国     | 3112  | 击沉 |
| 1917年11月24日 | 邓罗宾号              | 英国     | 3617  | 击沉 |
| 1917年12月1日  | 赫勒努斯号            | 英国     | 7555  | 击伤 |
| 1917年12月5日  | 厄尔斯伍德号          | 英国     | 2353  | 击伤 |
| 1917年12月6日  | 雅各布·琼斯号         | 美國海軍 | 1050  | 击沉 |
| 1917年12月9日  | 恩延扎号              | 英国     | 6695  | 击伤 |
| 1917年12月9日  | 军调号                | 英国     | 2045  | 击沉 |
| 1917年12月10日 | 厄伊卡斯特号          | 挪威     | 605   | 击沉 |
| 1918年2月4日   | 特雷瓦尔号            | 英国     | 4160  | 击沉 |
| 1918年2月6日   | 霍尔卡号              | 英国     | 61    | 击沉 |
| 1918年2月6日   | 鼠海豚号              | 法國     | 55    | 击沉 |
| 1918年2月7日   | 波马利斯号            | 英国     | 2372  | 击沉 |
| 1918年2月8日   | 巴苏塔号              | 英国     | 2876  | 击沉 |
| 1918年2月9日   | 莉迪号                | 英国     | 2559  | 击沉 |
| 1918年2月11日  | 默顿堂号              | 英国     | 4327  | 击沉 |
| 1918年4月2日   | 米福德号              | 英国     | 1889  | 击沉 |
| 1918年4月7日   | 卡迪拉克号            | 英国     | 11106 | 击伤 |
| 1918年4月7日   | 圣殿骑士号            | 英国     | 7175  | 击伤 |
| 1918年4月7日   | 坎贝尔港号            | 英国     | 6230  | 击沉 |
| 1918年6月20日  | 埃纳号                | 英国     | 315   | 击伤 |
| 1918年6月27日  | 基隆号                | 英国     | 6672  | 击沉 |
| 1918年6月28日  | 皇后号                | 英国     | 4956  | 击沉 |
| 1918年6月30日  | W·M·L号               | 英国     | 145   | 击沉 |
| 1918年7月2日   | 厄姆号                | 英国     | 116   | 击沉 |
| 1918年7月6日   | 古尔法克西号          | 冰岛     | 46    | 击沉 |
| 1918年8月28日  | 宝林号                | 俄罗斯   | 134   | 击沉 |
| 1918年9月1日   | 神之友号              | 法國     | 45    | 击沉 |
| 1918年9月1日   | 极星号                | 法國     | 51    | 击沉 |
| 1918年9月2日   | 伊龙代勒号            | 法國     | 38    | 击沉 |
| 1918年9月2日   | 尼古拉齐奇号          | 法國     | 42    | 击沉 |
| 1918年9月4日   | 战湾号                | 英国     | 3112  | 击沉 |
| 1918年9月5日   | 蒙德古河号            | 葡萄牙   | 733   | 击伤 |

## 脚注
1. ↑  Gröner，第8-10頁.
2. 1 2  Helgason, Guðmundur. . German and Austrian U-boats of World War I - Kaiserliche Marine - Uboat.net.   [2010-02-28].
3. 1 2  Helgason, Guðmundur. . German and Austrian U-boats of World War I - Kaiserliche Marine - Uboat.net.   [2010-02-28].
4. 1 2 3  陈进，第71頁.
5. ↑  Herzog，第48頁.
6. ↑  陈进，第342頁.
7. ↑  Herzog，第68頁.
8. ↑  Herzog，第107頁.
9. ↑  Tarrant，第146頁.
10. ↑  Long，第89-92頁.
11. ↑  Long，第93頁.
12. ↑  Long，第93-94頁.
13. ↑  Massie，第690-691頁.
14. ↑  Helgason, Guðmundur. . German and Austrian U-boats of World War I - Kaiserliche Marine - Uboat.net.   [2021-09-02].
15. ↑  Feuer，第21頁.
16. ↑  Klee，第44頁.
17. ↑  Gibson，第200頁.
18. ↑  . theshipslist.com.   [5 October 2017]. （原始内容存档于2021-11-26）.
19. ↑  . theshipslist.com.   [5 October 2017]. （原始内容存档于2021-05-15）.
20. ↑  . divernet.com. DIVER December 2012.   [5 October 2017]. （原始内容存档于2017-10-05）.
21. ↑  Tarrant，第153頁.
22. ↑  Herzog，第90頁.
23. ↑  Dodson & Cant，第124頁.
24. ↑  Helgason, Guðmundur. . German and Austrian U-boats of World War I - Kaiserliche Marine - Uboat.net.   [8 December 2014].